# Nikos Vergos
Nikos Vergos (in greco Νίκος Βέργος?; Kilkis, 13 gennaio 1996) è un calciatore greco, attaccante del Melbourne Victory.

## Carriera

### Club
Cresciuto nel settore giovanile dell'Olympiakos, viene aggregato alla prima squadra nella seconda parte della stagione 2013-2014. L'esordio assoluto con la maglia dell'Olympiakos, avviene in occasione di una partita di coppa contro il Fokikos. Il 19 marzo 2014 esordisce in Champions League contro in Manchester United; pochi giorni dopo, esordisce anche in campionato contro l'Ergotelis. Scende in campo in altre due partite di campionato, riuscendo anche a segnare un gol contro l'Asteras Tripolis. La stagione 2014-2015 viene impiegato solo in alcune partite di coppa, senza giocare nessuna partita di campionato.
Il 20 agosto 2015 si accasa all'Elche, squadra della seconda divisione spagnola, con la formula del prestito.

### Nazionale
Ha giocato nelle nazionali giovanili greche Under-17, Under-18, Under-19 ed Under-21.

## Statistiche

### Presenze e reti nei club
Statistiche aggiornate al 14 gennaio 2018.
| Stagione          | Squadra           | Campionato        | Campionato | Campionato | Coppe nazionali | Coppe nazionali | Coppe nazionali | Coppe continentali | Coppe continentali | Coppe continentali | Altre coppe | Altre coppe | Altre coppe | Totale | Totale |
| Stagione          | Squadra           | Comp              | Pres       | Reti       | Comp            | Pres            | Reti            | Comp               | Pres               | Reti               | Comp        | Pres        | Reti        | Pres   | Reti   |
| ----------------- | ----------------- | ----------------- | ---------- | ---------- | --------------- | --------------- | --------------- | ------------------ | ------------------ | ------------------ | ----------- | ----------- | ----------- | ------ | ------ |
| 2013-2014         | Olympiacos        | SL                | 3          | 1          | CG              | 1               | 0               | UCL                | 1                  | 0                  | -           | -           | -           | 5      | 1      |
| 2014-2015         | Olympiacos        | SL                | 0          | 0          | CG              | 4               | 0               | UCL+UEL            | 0                  | 0                  | -           | -           | -           | 4      | 0      |
| Totale Olympiakos | Totale Olympiakos | Totale Olympiakos | 3          | 1          |                 | 5               | 0               |                    | 1                  | 0                  |             | -           | -           | 9      | 1      |
| 2015-2016         | Elche             | SD                | 12         | 2          | CR              | 1               | 0               | -                  | -                  | -                  | -           | -           | -           | 13     | 2      |
| 2016-2017         | Real M. Castilla  | SDB               | 25         | 5          | -               | -               | -               | -                  | -                  | -                  | -           | -           | -           | 25     | 5      |
| 2017-gen. 2018    | Vasas             | NB I              | 4          | 0          | MK              | 2               | 1               | -                  | -                  | -                  | -           | -           | -           | 6      | 1      |
| Totale carriera   | Totale carriera   | Totale carriera   | 44         | 8          |                 | 8               | 1               |                    | 1                  | 0                  |             | -           | -           | 53     | 9      |

## Palmarès

### Club

#### Competizioni nazionali
- Campionato greco: 2

Olympiakos: 2013-2014, 2014-2015
- Coppa di Grecia: 1

Olympiakos: 2014-2015